# Dr. Kocsis Károly-díj
A Dr. Kocsis Károly-díjat prof. Dr. Barótfi István és a Szent István Egyetemen 2002-ben elsőként végzett EU energiagazdálkodási szakmérnök hallgatói hozták létre 2007-ben, hogy a megújuló energiaforrások hazai alkalmazásában jelentős tevékenységet folytató szakemberek kitüntetésével felhívják a figyelmet ennek fontosságára, az ebben a tevékenységben jeleskedő személyek megbecsülésére. 
A díj alapításával a volt hallgatók Dr. Kocsis Károly villamosmérnököt, a Szent István Egyetem professzorát, vezetőként és oktatóként megnyilvánuló emberi nagyságát kívánták megtisztelni és fejet hajtani személye és tevékenysége előtt. 
A díjazottak kiválasztása az Alapítók által előterjesztett javaslatok alapján egyszerű többségi szavazással történik. Ezen elismerésben csak a megújuló energiagazdálkodáshoz tevékenységével kötődő mérnöki végzettségű szakember részesülhet. A díj átadása évente a SZIE Gépészmérnöki Kar évzáró ünnepélyes tanácsülésén történik.

## A díj alapítói
- Bába István
- Bácsai Attila
- Dr. Barótfi István
- Bodnár Attila
- Csordás Csaba
- Dukát István
- Farkas Csaba
- Köteles Géza
- Oberkamp Péter
- Perneky Antal
- Pusztai Miklós
- Székely Gábor
- Tőzsér Béla
- Dr. Vityi Andrea

## Eddigi díjazottak
- Zsuffa László (2008)[1]
- Szeles Zoltán (2009)[1]
- Dr. Ádám Béla (2010)[1]
- Dr. Farkas István (2011)[2]
- Kapuváry Gusztáv (2012)[2]
- Fodor Zoltán (2013)[2]
- Dr. Molnár István (2014)[2]
- Varga Pál (2015)[3]
- Dr. Tóth Péter (2016)[4]